# Stepan Germanowitsch Kriwow
Stepan Germanowitsch Kriwow (russisch Степан Германович Кривов; * 20. März 1990 in Toljatti, Russische SFSR) ist ein ehemaliger russischer Eishockeyspieler.

## Karriere
Stepan Kriwow begann seine Karriere als Eishockeyspieler in seiner Heimatstadt in der Nachwuchsabteilung des HK Lada Toljatti, für dessen zweite Mannschaft er von 2006 bis 2008 in der drittklassigen Perwaja Liga aktiv war. Anschließend lief der Verteidiger ein Jahr lang für die Profimannschaft des ZSK WWS Samara in der Wysschaja Liga, der zweiten russischen Spielklasse auf, ehe er in der Saison 2009/10 sein Debüt für das Profiteam Lada Toljattis in der Kontinentalen Hockey-Liga gab. Im Februar 2010 wechselte er zum HK ZSKA Moskau. Insgesamt erzielte der Linksschütze in seinem Rookiejahr in 44 Spielen zwei Tore und gab weitere zwei Vorlagen. Zudem erhielt er 34 Strafminuten.
Im September 2010 wechselte Kriwow innerhalb der KHL zu Torpedo Nischni Nowgorod, kam aber ausschließlich bei den Partnerteams des Klubs, dem HK Sarow aus der Wysschaja Hockey-Liga und Tschaika Nischni Nowgorod aus der Molodjoschnaja Chokkeinaja Liga, zum Einsatz. Zur Saison 2011/12 wechselte er innerhalb der MHL zu Loko Jaroslawl.
In der Saison 2012/13 spielte er für Barys Astana II in der kasachischen Eishockeyliga.

## KHL-Statistik
(Stand: Ende der Saison 2010/11)